# Dr. Bárány István Sportuszoda
A Dr. Bárány István Sportuszoda (Bárány uszoda) egy Eger területén található uszoda.

## Elhelyezkedése
Az uszoda a Frank Tivadar és Gólya utcák által határolt területen fekszik, déli oldalán a Dr. Agyagási Dezső Gyógypark található. A belvárosból könnyűszerrel elérhető gyalogosan, busszal a 4, 5, 5A és 6 jelzésű helyi járatok, valamint a 914-es jelzésű éjszakai járat segítségével megközelíthető (Uszoda illetve Szarvas tér buszmegállók).

## Története
A nyitott uszoda eredeti épülete 1925-ben épült, itt kapott helyet Magyarország első 50 méteres úszómedencéje. Az intézmény legfőbb értéke a termálvízforrás, amely egy kavicságyon áttörve táplálja a medencét. Névadója az egri születésű Bárány István, aki az 1928-as ötkarikás játékokon 100 méteres gyorsúszásban olimpiai ezüstérmet szerzett.
Az uszoda eredeti lelátói 1951-ben épültek. Az 1960-as évekig ez volt Eger egyetlen uszodája, majd az első fedett uszoda lebontása után (1988) szintén egyedüliként szolgálta a város úszóközönségét. 2000-ben megnyílt a Bitskey Aladár uszoda, a mellette álló Bárány uszoda állapota pedig erősen leromlott az évek alatt. 
A 2010-es évek közepén megkezdődött az uszoda átépítése. 2015-ben az eredeti építmények (öltözők, lelátók) lebontásra kerültek, az ezt követő években a létesítmény új, modern épületet kapott. 2018 szeptemberében adták át az új komplexumot, a nagyközönség azonban csak több, mint egy évvel később, 2019 novemberében vehette birtokba.

## Medencék
- 50 × 21 méteres, 8 pályás versenymedence (kültéri)
- Tanmedence (beltéri)
- Melegedőmedence